# Carlos Castro García
Carlos Castro García (Uxo, Astúries, 1 de juny de 1995), és un futbolista professional asturià que juga com a davanter.

## Trajectòria esportiva
Castro va sorgir del planter de l'Sporting de Gijón. Va fer el debut com a sènior amb l'Sporting de Gijón B la temporada 2011–12, amb només 16 anys, a la segona divisió B.
El 2 de setembre de 2014 Castro va signar un contracte professional per quatre anys amb l'Sporting, i fou promocionat definitivament al primer equip a la segona divisió. Vuit dies després va fer el seu debut professional, jugant com a titular en una derrota per 1–3 a casa contra el Reial Valladolid en la Copa del Rei Copa del Rei 2014-15.
Castro va debutar en lliga el dia 28, entrant des de la banqueta en un empat 1–1 contra el mateix club. El 12 d'octubre va marcar el seu primer gol com a professional, el de la victòria per 2–1 a l'últim minut a casa contra el CD Leganés.
El 9 de novembre de 2014, Castro va marcar un doblet en una victòria per 3–1 a casa contra el Reial Saragossa. En va marcar un altre el 22 de febrer de l'any següent, en una victòria per 4–1 contra el CD Mirandés també a El Molinón.